# Coober Pedy
Coober Pedy is een Australische stad, met 3500 inwoners, in het noorden van de deelstaat Zuid-Australië. De stad ligt 846 kilometer ten noorden van Adelaide aan de Stuart Highway en is bekend als "de opaalhoofdstad van de wereld". De naam Coober Pedy is afkomstig van Kupa Piti, een Aboriginalnaam, die "witte man in gat" betekent.
De stad ligt in de Outback, honderden kilometers van de dichtstbijzijnde nederzetting af. Vanwege de extreme weersomstandigheden wonen de meeste mensen ondergronds en werken ze in ondergrondse mijnschachten. Het toerisme in de stad richt zich dan ook grotendeels op ondergrondse bezigheden. Hier bevinden zich onder meer kerken, restaurants en hotels en kunnen toeristen ook een rondleiding krijgen in een, niet meer in bedrijf zijnde, mijn.
In de stad zijn ook diverse films opgenomen, zoals Mad Max Beyond Thunderdome, The Adventures of Priscilla, Queen of the Desert en Pitch Black.